# 潘菲洛夫站
潘菲洛夫站（羅馬化：Panfilovskaya）是莫斯科地鐵莫斯科中央環線的一個車站。此站在2016年11月啟用，也是線上最後一個啟用的車站。
站名來自其所在的街道，潘菲洛夫街。此街道以伊萬·瓦西里耶維奇·潘菲洛夫命名，是蘇聯在第二次世界大戰莫斯科戰役的將軍。興建期間，站名原計劃為霍定卡，但站名在居民的請求下改為現名。
潘菲洛夫站提供出站轉乘前往塔甘卡－紅普列斯尼亞線十月平原站，距離約為700公尺。

## 外部連結
- mkzd.ru